# Cuthona pustulata
Cuthona pustulata är en snäckart som först beskrevs av Joshua Alder och Hancock 1854.  Cuthona pustulata ingår i släktet Cuthona och familjen Tergipedidae. Arten är reproducerande i Sverige. Inga underarter finns listade i Catalogue of Life.